# Porta de la Jueria
La Porta de la Jueria és una de les antigues portes d'accés a la muralla de la vila segoviana de Cuéllar, a la comunitat autònoma de Castella i Lleó. Deu el seu nom al barri de la jueria de Cuéllar, que s'estenia des d'aquesta porta fins a l'arc de San Andrés, limitant amb la pròpia muralla, amb l'església de San Esteban i amb l'Hospital de Santa María Magdalena. Se situa al final de l'escalinata on finalitza el carrer de la Jueria, i dona accés a la plaça de Sant Gil, on es trobava la desapareguda església de Sant Gil.
Es tracta d'una porta o portell d'època medieval que comunicava originàriament dos dels tres recintes emmurallats dels quals es componia la fortificació (del recinte de la ciutadella al de la ciutat). Destaca per ser la porta més petita del conjunt i per l'absència de torrasses i altres elements defensius. Està excavada directament a la paret de muralla, sense que en sobresurti, i té una amplada aproximada de dos metres. Encara conserva les arrencades en els quals se subjectava la porta de fusta que tancava l'accés al recinte.
El recinte emmurallat és d'origen romànic, amb remodelacions posteriors entre les quals destaquen les dutes a terme durant el senyoriu de Francisco Fernández de la Cueva, segon duc de Alburquerque i fill de Beltrán de la Cueva, valgut d'Enric IV de Castella i Gran Mestre de l'Orde de Sant Jaume. A partir del segle xvii, el conjunt va deixar de tenir importància militar i s'inicià un procés d'abandonament que es va allargar fins al segle xix, que va tenir com a resultat final l'enfonsament de part de la muralla, així com remodelacions modernes, com poden ser obertures per a portes i finestres d'habitatges particulars. Aquests canvis van afectar simbòlicament l'entorn i la muralla d'aquesta porta, com s'observa en les fotografies que es conserven de l'època.
El 3 de juny de 1931, el recinte emmurallat i el castell de Cuéllar van ser declarats monument històric artístic, i actualment es denominen bé d'Interès Cultural.